# 牛波
牛 波（にゅう ぽ、英語名 Niu Bo、1960年7月21日 - ）は、中国の作家、詩人、アーティスト。

## 経歴
17歳より詩作を中心とした文学活動を開始。19歳以降は芸術活動を展開し、北京画院の画家として中国伝統美術を研究。中国各地の美術展で作品を発表。
1984年、世界日報で長編中国文化評論「置身其中」を連載。1985年には反体制美術展「移動展」を主催、天安門広場の毛沢東の肖像を自分の写真に置き換えたコラージュ作品などで中国現代美術界を騒然とさせた。
27歳のときに拠点を日本に移し、水戸芸術館、上野の森美術館、アート・フロント・ギャラリーなどでインスタレーションとビデオ・アートを次々に発表。作品「泉水」は東京都板橋区立美術館の永久展示作品となっている。
1992年、東京上空で「大空絵画」、世界初の「無重力アトリエ」のプロジェクトを展開した。

## 著作

### 小説
- 『王様の漢方』講談社、2002年。 ISBN 4-06-211462-3

### 詩
- 『河』
- 『牛波詩集』中国作家出版社、1991年。

### 画集
- 『地球外文化創造の可能性と実践・牛波』現代企画室、1993年。